# Onciale 080
 (avril 2017).
- Papyrus
- Onciale
- Minuscules
- Lectionnaire

Le Codex 080, portant le numéro de référence 080 (Gregory-Aland), ε 20 (Soden), est un manuscrit du parchemin du Nouveau Testament en écriture grecque onciale. Il est écrit en lettres d'or sur parchemin pourpre,. 

## Description
Il ne reste que 2 folios du codex primitif. Il était écrit sur deux colonnes, avec 18 lignes par colonne. Les paléographes datent ce manuscrit du VIe siècle). 
Le codex a été examiné par Porphiry Uspenski, Oscar von Gebhardt, et Kurt Treu.
Contenu
Les fragments contiennent le texte de Marc 9:14-18.20-22; 10:23-24.29.
Texte
Ce codex est une représentant du texte alexandrin. Toutefois Kurt Aland ne l'a pas placé dans aucune Catégorie. 
Lieu de conservation
Un folio du codex est actuellement conservé à la Bibliothèque nationale russe (Gr. 275, fol. 9-10) à Saint-Pétersbourg. L'autre folio est conservé à la Patriarcat (496) à Alexandrie,.